# Dzień Liczby Pi
Dzień Liczby Pi – święto obchodzone corocznie, głównie w amerykańskich kręgach akademickich i szkolnych (lokalnie w Polsce). Datę święta wybrano na 14 marca z powodu skojarzenia z pierwszymi cyframi rozszerzenia dziesiętnego liczby pi, jako że data „14 marca” zapisywana jest w USA jako „3.14”.
Pierwsze obchody tego dnia miały miejsce w 1988 roku w muzeum nauki Exploratorium w San Francisco, z inicjatywy Larry’ego Shawa. W języku angielskim słowa pi oraz pie (ciasto, placek) mają taką samą wymowę, a placki często są okrągłe. Z tego powodu w Dniu Liczby Pi podawanymi daniami są pizza pie (placki pizzy), apple pie i inne podobne ciasta.
Ze względu na inny sposób zapisu daty w Europie, święto to nie jest zbytnio popularne na tym kontynencie. Za to 22 lipca obchodzony jest dzień aproksymacji π, według sposobu zapisu daty 22/7≈3,1428.
W Polsce obchodzi się Dzień Matematyki, który przypada 12 marca. Każdego roku bierze w nim udział kilka tysięcy szkół.